# 샘 펜더
새뮤얼 토머스 펜더(영어: Samuel Thomas Fender, 1994년 4월 25일 ~ )는 샘 펜더(영어: Sam Fender)라는 이름으로 알려져 있는 잉글랜드의 싱어송라이터 겸 배우이다.
타인 위어주 출신인 샘 펜더는 배우 경력을 시작하고 나서 가수 계약을 맺고 몇 장의 인디 싱글 앨범을 발매하는데 BBC 사운드 오브 2018에 선정되는 행운을 누리게 된다. 이로써 폴리도르 레코드와 계약을 맺고 2018년 11월에 데뷔 EP 앨범 《Dead Boys》를 발매한다. 2019년 브릿 어워드에서 크리틱스 초이스 어워드를 수상하고 발표한 데뷔 정규 앨범 《Hypersonic Missiles》은 영국 앨범 차트 1위를 기록했다.

## 음반 목록
- EP 앨범 《Dead Boys》 (2018년)
- 정규 앨범 《Hypersonic Missiles》 (2019년)